# Lijst van coaches van het Amerikaans-Samoaans voetbalelftal (mannen)
Dit is een lijst van bondscoaches van het Amerikaans-Samoaans voetbalelftal mannen.

## Bondscoaches
| Naam               | Land van herkomst | Begin periode   | Einde periode    | Prijzen | Opmerkingen/Wijze van vertrek |
| ------------------ | ----------------- | --------------- | ---------------- | ------- | ----------------------------- |
| Tunoa Lui          | Samoa             | 1 januari 2000  | 30 juni 2001     |         |                               |
| Ian Crook          | Engeland          | 1 mei 2004      | 31 oktober 2004  |         |                               |
| David Brand        | Engeland          | 1 juli 2007     | 30 juni 2011     |         |                               |
| Avele Lalogafuafua | Amerikaans-Samoa  | 1 juli 2011     | 13 oktober 2011  |         |                               |
| Thomas Rongen      | Nederland         | 14 oktober 2011 | 5 januari 2012   |         |                               |
| Uinifareti Aliva   | Amerikaans-Samoa  | 6 januari 2012  | 30 juni 2016     |         |                               |
| Tunoa Lui          | Samoa             | 1 juli 2017     | 31 december 2022 |         |                               |
| Rueben Luvu        | Amerikaans-Samoa  | 1 januari 2023  |                  |         |                               |

FFAS ·
Bondscoaches ·
Topscorers ·
Amerikaans-Samoaans vrouwenelftal  ·
Amerikaans-Samoa U21
Interlands
Tegenstander:
Australië ·
Cookeilanden ·
Fiji ·
Guam ·
Nieuw-Caledonië ·
Papoea-Nieuw-Guinea ·
Salomonseilanden ·
Samoa ·
Tahiti ·
Tonga ·
Vanuatu ·